# Jan Luley
Jan Alexander Luley (* 9. Juni 1971 in Bad Hersfeld) ist deutscher Jazz-, Blues- und Gospel-Pianist, Sänger und Komponist.

## Biographie
Jan Luley begann im Alter von sieben Jahren klassischen Klavierunterricht zu nehmen und interessierte sich früh für Blues und Jazz. Im Alter von 13 Jahren hatte Jan Luley erste öffentliche Auftritte und begann wenige Jahre später als Pianist in der New-Orleans- und Dixieland-Band seines Vaters The Hot Swing Company. Nach dem Abitur studierte er ein Jahr Chemie an der Philipps-Universität Marburg. In den Jahren 1992 bis 1997 studierte er Jazz, Rock und Pop mit Hauptfach Klavier an der Hogeschool voor de Kunsten im holländischen Arnheim. Seit 1994 folgten internationale Auftritte verschiedener Sängerinnen und Sänger aus den USA wie Angela Brown zusammen mit dem Bassgitarristen Ralf Mähnhöfer als Begleiter, Janice Harrington, John Boutté und weiterer. Von 1999 bis 2009 war Jan Luley Pianist der renommierten Frankfurter Barrelhouse Jazzband. Seitdem spielt er überwiegend solo und im klassischen Piano-Trio. Neben seiner Tätigkeit als Pianist und Komponist in verschiedenen Projekten zwischen traditionellem und zeitgenössischem Jazz und Blues ist er auch in den Bereichen Musikproduktion (gründete 2004 sein eigenes Plattenlabel Luleymusic Records) und Veranstaltungsmanagement aktiv. Zusammen mit seiner Frau Eda Luley-Raufeisen betreibt er die Werbeagentur Luley's. Heute lebt Luley in der Gemeinde Hauneck in der Nähe von Bad Hersfeld. Er ist verwandt mit dem Frankfurter Volksschauspieler Carl Luley.

## Musik
Luleys erstes Interesse galt dem Blues und Boogie Woogie, später wandte er sich dem Swing und Mainstream zu. Während seines Studiums an der Hogeschool voor de Kunsten Arnhem, bei dem moderner, zeitgenössischer Jazz im Vordergrund stand, wuchs sein Interesse für Musik aus New Orleans und kreolische Musik. Er lernte von Musikern wie Larry Sieberth oder Davell Crawford, spielte mit Jazzgrößen wie Leroy Jones, Wycliffe Gordon, Angela Brown mit ihrem E-Bassisten Ralf Mähnhöfer, Wynard Harper, Gene Conners, John Allred und vielen anderen. Jan Luleys pianistischer Stil ist breitgefächert zwischen traditionellen und modernen Jazz-Stilen, Creole und Latin Jazz, Blues, Boogie Woogie, Gospel, Soul und Funk.
Auf Burg Fürsteneck unterrichtet Jan Luley gemeinsam mit anderen Dozenten jeweils Anfang Januar beim Classic Jazz Workshop.

## Diskographie (Auswahl)
- Louisiana Café, Jan Luley Trio feat. Gene Conners, LMR00607, 1997
- I Feel The Spirit, Jan Harrington and Friends, Nagel-Heyer Records, 1998
- Talking Solo, Jan Luley, Guthoff Music 30083, 2003
- Wings Of Blues, Angela Brown & Jan Luley, Luleymusic records LMR00104, 2004
- La Lune Sur La Rue Bourbon, Jan Luley feat. Reimer von Essen + Cliff Soden, Luleymusic Rec., LMR00206, 2006
- God Has Smiled On Me, Angela Brown, Jan Luley & Barrelhouse Jazzband, LMR00808, 2008
- Jazz Meets Klassik – Live im Rosengärtchen, Jan Luley & David Frenkel, LMR01008, 2008
- Blues Gumbo, Jan Luley, LMR01513, 2013
- Boonoonoonous, Jan Luley & Thomas L’Etienne, LMR01614, 2014
- See Ya later, Brenda Boykin & Jan Luley Trio, LMR01816, 2016
- Let Them Talk, Cleo Steinberger & Jan Luley Trio, LMR 02017, 2017 (Bestenliste Preis der Deutschen Schallplattenkritik)[2]